# 肯特县 (罗得岛州)
肯特縣（英語：Kent County）是美国羅德島州中部的一個郡，西鄰康乃狄克州，面積487平方公里。根據2020年美國人口普查，共有人口17萬363人。縣治東格林尼治（該州各縣皆無縣政府建制）。